# Paul Gouyon
Paul Gouyon (1910 - 2000) là một Hồng y người Pháp của Giáo hội Công giáo Rôma. Ông từng đảm nhận vai trò Hồng y Đẳng Linh mục Nhà thờ Natività di Nostro Signore Gesù Cristo a Via Gallia, Tổng giám mục đô thành Tổng giáo phận Rennes trong suốt 21 năm, từ năm 1964 đến năm 1985.
Vốn là một giáo sĩ trong vai trò lãnh đạo giáo hội địa phương, ông từng đảm trách nhiều vai trò khác nhau trước khi tiến đến trở thành Tổng giám mục đô thành Rennes, như: giám mục chính tòa Giáo phận Bayonne (1957 - 1963), Tổng giám mục Phó Tổng giáo phận Rennes (1963 - 1964), Tổng giám mục Hiệu tòa Pessinus (1963 - 1964). Ông từng dự đầy đủ 4 giai đoạn Công đồng Vatican II (1962 - 1965) và hai lần tham gia mật nghị Hồng y, chọn giáo hoàng. Ông được vinh thăng Hồng y ngày 28 tháng 4 năm 1969, bởi Giáo hoàng Phaolô VI.

## Tiểu sử
Hồng y Paul Gouyon sinh ngày 24 tháng 10 năm 1910 tại Bordeaux, Pháp. Sau quá trình tu học dài hạn tại các cơ sở chủng viện theo quy định của Giáo luật, ngày 13 tháng 3 năm 1937, Phó tế Gouyon, 27 tuổi, tiến đến việc được truyền chức linh mục. Tân linh mục là thành viên linh mục đoàn Tổng giáo phận Bordeaux (-Bazas).
Sau 20 năm thi hành các công việc mục vụ với thẩm quyền và cương vị của một linh mục, ngày 6 tháng 8 năm 1957, Tòa Thánh loan tin Giáo hoàng đã quyết định tuyển chọn linh mục Paul Gouyon, 47 tuổi, gia nhập Giám mục đoàn Công giáo Hoàn vũ, với vị trí được bổ nhiệm là giám mục chính tòa Giáo phận Bayonne. Lễ tấn phong cho vị giám mục tân cử được tổ chức sau đó vào ngày 7 tháng 10 cùng năm, với phần nghi thức chính yếu được cử hành cách trọng thể bởi 3 giáo sĩ cấp cao, gồm chủ phong là Tổng giám mục Paul-Marie-André Richaud, Tổng giám mục đô thành Tổng giáo phận Bordeaux (-Bazas); hai vị giáo sĩ còn lại, với vai trò phụ phong, gồm có Tổng giám mục Joseph-Marie-Eugène Martin, Tổng giám mục đô thành Tổng giáo phận Rouen và Giám mục Louis-Jean-Frédéric Guyot, giám mục chính tòa Giáo phận Coutances (-Avranches). Tân giám mục chọn cho mình châm ngôn:IN SPIRITU ET VERITATE.
Sau khoảng thời gian 6 năm được chọn làm giám mục, Giám mục Gouyon được Tòa Thánh thăng Tổng giám mục, qua việc bổ nhiệm giám mục này làm Tổng giám mục Phó Tổng giáo phận Rennes và chức danh Tổng giám mục Hiệu tòa Pessinus. Thông báo về việc bổ nhiệm này được công bố cách rộng rãi vào ngày 6 tháng 9 năm 1963. Ông chính thức kế vị một năm sau đó, vào ngày 4 tháng 9 năm 1964, với danh hiệu chính thức: Tổng giám mục đô thành Tổng giáo phận Rennes. Cũng trong khoảng thời gian này, ông cũng đến dự Công đồng Vatican II, với vai trò là một nghị phụ, và dữ đủ 4 khóa, từ năm 1962 đến năm 1965.
Bằng việc tổ chức công nghị Hồng y năm 1969 được cử hành chính thức vào ngày 28 tháng 4, Giáo hoàng Phaolô VI đưa ra quyết định vinh thăng Tổng giám mục Paul Gouyon tước vị danh dự của Giáo hội Công giáo, Hồng y. Tân Hồng y thuộc Đẳng Hồng y Linh mục và Nhà thờ Hiệu tòa được chỉ định là Nhà thờ Natività di Nostro Signore Gesù Cristo a Via Gallia.
Trong vai trò là một Hồng y, ông từng tham dư hai mật nghị: Mật nghị Hồng y tháng 8 năm 1978, chọn Tân Giáo hoàng Gioan Phaolô I và Mật nghị Hồng y tháng 10 năm 1978, chọn Tân Giáo hoàng Gioan Phaolô II.
Ngày 15 tháng 10 năm 1985, Tòa Thánh chấp thuận đơn hồi hưu của ông, vì lý do tuổi tác, theo Giáo luật. Ông qua đời ngày 26 tháng 9 năm 2000, thọ 90 tuổi.